# Processo de Hunt
Em teoria das probabilidades, um processo de Hunt é um processo de Markov forte que é quase contínuo à esquerda no que diz respeito à mínima filtração completa admissível {\displaystyle \{F_{t}\}_{t\geq 0}}. Recebe este nome em homenagem ao matemático norte-americano Gilbert Hunt.